# ドイツ民主農民党
ドイツ民主農民党（ドイツ語: Demokratische Bauernpartei Deutschlands、略称:DBD）は、かつてドイツ民主共和国（東ドイツ）に存在した政党。

## 概要

### 結成
第二次世界大戦でナチス・ドイツが敗戦した後にドイツが連合軍の軍政下に置かれ4ヶ国に分割占領されたなか、ソビエト連邦が占領した地域において1946年10月にドイツ共産党とドイツ社会民主党が合同しマルクス・レーニン主義（共産主義）政党としてのドイツ社会主義統一党（SED）が結成されて政治的主導権を握っていたが、それでもなお農村部を中心にドイツキリスト教民主同盟が一定の勢力を有していた。これに対抗するため、1948年にソ連占領当局の主導で結成された政党である。つまり、最初から社会主義統一党を補完する目的の、衛星政党だった。

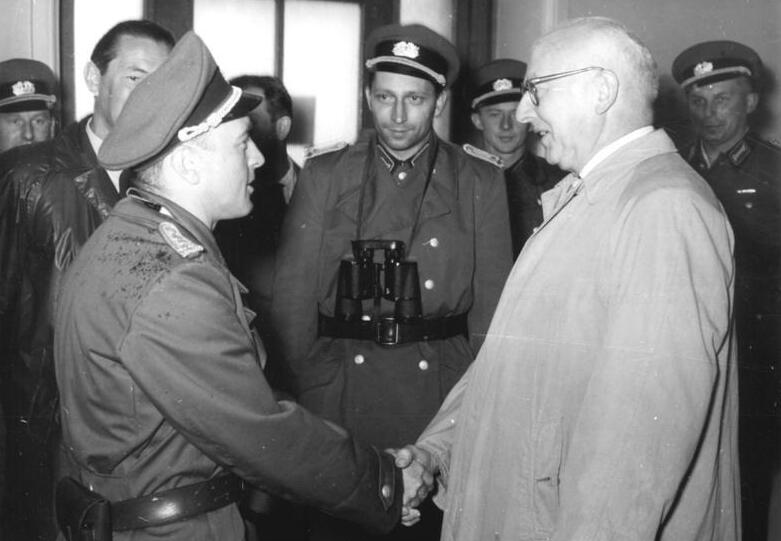
初代党首エルンスト・ゴールデンバウム（右）

結成時には社会主義統一党の幹部から移った者が多く、初代党首エルンスト・ゴールデンバウム（de、1982年まで34年間にわたり党首だった）も第一次世界大戦後に独立社会民主党からドイツ共産党に参加し、その流れで社会主義統一党に合流した経歴を有する人物である。

### 翼賛的な衛星政党として
以後、1949年に社会主義統一党（SED）による事実上の共産党一党独裁制となった社会主義国として東ドイツが成立したが、社会主義統一党の指導性を確立しつつも形式的な複数政党制（ヘゲモニー政党制）を残す人民民主主義体制が採用されたため、民主農民党は社会主義統一党以外に存在が認められた4つの政党のひとつとなった（残りの3党はドイツキリスト教民主同盟（CDUD）、ドイツ自由民主党（LDPD）、ドイツ国民民主党（NDPD））。東ドイツの人民議会（その選挙は社会主義統一党を筆頭とする統一名簿に対する信任投票でしかなく、しかも投票時における当局の監視が厳しい、非民主的なものだった）において500議席中52議席を自動的に割り当てられており、また社会主義統一党主導の閣僚評議会（内閣）には常に閣僚を出していた。
1952年から開始された東ドイツの農業の集団農場化においては「社会主義の建設」を掲げ、農業分野の政党としての役割を果たした。また再組織化を進めた結果として党員数は1984年には10万人を超しており、衛星政党としてはそれなりの勢力を有していた。
しかし1989年のベルリンの壁崩壊に至るまでのあいだ、東ドイツの政権や社会主義統一党の施策に反対することはただの一度もなく、完全な翼賛政党、あるいは共産党としての社会主義統一党を労働者階級の政党とするなら、それに付随する農民部門の政党・政治組織とでもいうべき存在だった。

## ドイツ再統一前後の動き

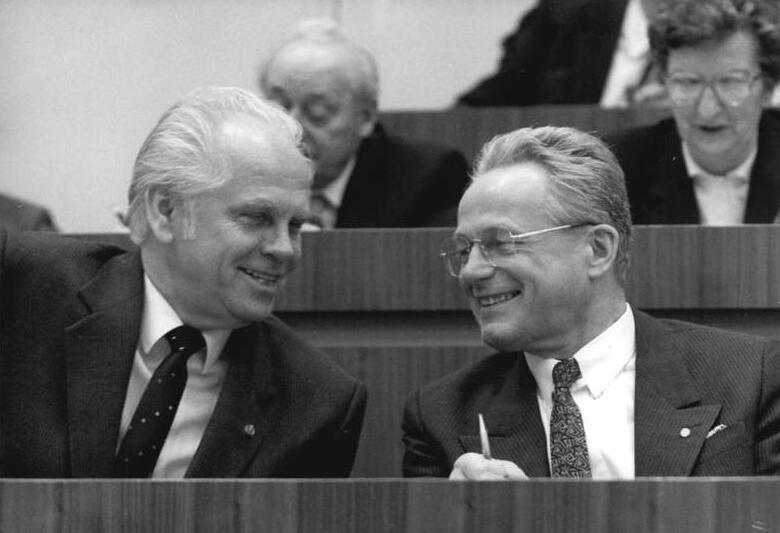
ギュンター・マロイダ民主農民党党首 (左)。右は自由民主党のマンフレート・ゲルラッハ。1989年11月13日、マロイダを議長に選出した人民議会の当日に撮影

だが東欧革命の波が東ドイツにも押し寄せると、民主農民党は民主化の波のなかで独自の動きを見せるようになった。1989年11月9日にベルリンの壁が崩壊し、続いて11月13日には社会主義統一党（SED）のホルスト・ジンダーマンが人民議会議長を解任された。その後任にはドイツ自由民主党（LDPD）のマンフレート・ゲルラッハが有力視されていたが、民主農民党は議長候補として党首のギュンター・マロイダを推し、大方の予測を破ってマロイダが新たな人民議会議長に選出された。この時点ですでに東ドイツは民主化の過程に入っており、マロイダは共産主義・社会主義体制からの転換移行期における立法府の長として、同じ11月13日に行政府の長である閣僚評議会議長（首相）に選出されたハンス・モドロウとともに重要な役割を果たした。
1990年3月18日に行われた人民議会初の（そして最後の）自由選挙においては、改めて環境保護を打ち出しエコロジーに重点を置いた農業政党として再出発を図ったが、西ドイツとの速やかな統一を掲げるキリスト教民主同盟が大勝するなか勢力を伸ばせず、また社会主義統一党の後継政党であった民主社会党を除く他の多くの政党と違って西ドイツ側の友党からの支援もなく、エコロジー的な主張も緑の党グループなどとの違いが分かりづらかった面もあり、民主化以前の議席から大幅に減らす9議席の獲得に留まった。
その後、東ドイツで行われた地方選挙で一定の地歩を築く局面もあったが、ドイツ再統一に向けて世論が高揚するなか、結局1990年のうちに保守政党のドイツキリスト教民主同盟に吸収合併された。しかしマロイダはこの合併に参加せず、1994年のドイツの連邦議会選挙に左翼である民主社会党から立候補し当選した。

## 1990年ドイツ民主共和国人民議会選挙での成績
| 選挙       | 年月日        | 得票（政党票） | 得票（政党票） | 議席数 |
| 選挙       | 年月日        | 得票数         | ％             | 議席数 |
| ---------- | ------------- | -------------- | -------------- | ------ |
| 1990年選挙 | 1990年3月18日 | 251,226        | 2.18           | 9      |

- 出典：山田徹著『東ドイツ・体制崩壊の政治過程』（日本評論社）380頁、表12-1「選挙結果：各党の得票・議席数」より引用。

## 歴代党首
- 1948-1982:エルンスト・ゴールデンバウム(Ernst Goldenbaum)
- 1982-1987:エルンスト・メクレンブルク(Ernst Mecklenburg)
- 1987-1990:ギュンター・マロイダ(Günther Maleuda)
- 1990:ウルリッヒ・ユングハンス(Ulrich Junghanns)